# Drosophila speciosa
Drosophila speciosa är en tvåvingeart som beskrevs av Silva och Martins 2004. Drosophila speciosa ingår i släktet Drosophila och familjen daggflugor.
Artens utbredningsområde är Brasilien.